# صرخة (سلسلة)
سكريم أو الصرخة (بالإنجليزية: Scream)‏ هي علامة تجارية إعلامية أمريكية من إنشاء كيفن ويليامسون، مُكونة أساسا من ستة أفلام رُعب ومُسلسل تلفزيوني ولعبة فيديو مبنية على الفيلم الرابع. أُخرجت الأفلام الأربعة الأولى على يد ويس كرافن، بينما الفيلم الخامس و السادس تم إخراجهم علي يد مات بيتينيلي أولبين وتايلر غيليت و جسد أدوار البطولة فريق مُكون من نيف كامبل وكورتني كوكس وديفيد أركيت. حققت الأفلام الستة أرباحا بقيمة 864 ملايين دولار أمريكي من إيرادات شبابيك التذاكر في جميع أنحاء العالم. جسد روجر إل جاكسون الأدوار الصوتية لمُختلف القتلة ذوي قناع وجه الشبح في سلسلة الأفلام. عادةً ما يتغير المُمثلون ذوي الأدوار الثانوية مع كل جزء، مع استثناءات قليلة، من بينها مُشاركة المُمثلين جيمي كينيدي وليف شرايبر في كل الأفلام الثلاثة الأولى، وأيضا مُشاركة هيذر ماتارازو في الفيلم الثالث والخامس  وأيضا مُشاركة مارلي شيلتون في الفيلم الرابع وفي الفيلم الخامس.
تحكي الأفلام قصة سيدني بريسكوت التي تأتيها مُكالمات غريبة من سلسلة من القتلة الذين يرتدون قناع وجه الشبح، والذين يُهددونها بالقتل. تتلقى سيدني الدعم خلال هاته المحنة من شُرطي المدينة ديوي رايلي، ومن المُراسلة التلفزيونية غيل ويذرز [الإنجليزية]، ومن عاشق الأفلام راندي ميكس، إلى جانب العديد من الأصدقاء الآخرين والزملاء المُقربين الذين يتغيرون مع تقدم سلسلة الأفلام.
صدر الفيلم الأول من السلسلة والذي حمل عُنوان صرخة، في 20 ديسمبر 1996، وقد كان هذا الفيلم أعلى أفلام الرعب دخلا في العالم إلى غاية صدور فيلم هالوين سنة 2018. صدر الفيلم الثاني من السلسلة والذي حمل عُنوان صرخة 2، في 12 ديسمبر 1997، وذلك بعد أقل من سنة عن صدور الفيلم الأول. أما الفيلم الثالث من السلسلة فقد صدر في 4 فبراير 2000، وقد حمل عُنوان صرخة 3، وقد كان مُقررا أن يكون هذا الفيلم آخر فصل من السلسلة. إلا أنه وبعد أحد عشر سنة تقريبا، صدر جُزء رابع من السلسلة حمل عُنوان صرخة 4، وقد صدر في 15 أبريل 2011، أما الفيلم الخامس من السلسلة فقد صدر في 12 يناير 2022، وقد حمل عُنوان الصرخة.أما الفيلم السادس من السلسلة فقد صدر في 8 مارس 2023، وقد حمل عُنوان الصرخة السادس. صدر سنة 2015 مُسلسل تلفزيوني مبني على سلسلة الأفلام، بشخصيات وتفاصيل جديدة، وقد بُث هذا المُسلسل [الإنجليزية] لمُدة ثلاثة مواسم على كُل من إم تي في وفي إتش وان خلال الفترة من 2015 إلى 2019. بدأ تطوير هذا الفيلم مُنذ سنة 2019، وقد اختير الثنائي مات بيتينيلي أولبين وتايلر غيليت لإخراجه، بينما تولى غاي بوسيك وجيمس فاندربيلت كتابة السيناريو، فيما سيُشارك كيفن ويليامسون في هذا الفيلم كمُنتج تنفيذي. يُمثل هذا الجزء من سلسلة الأفلام، أول نُسخة لا يُخرجها ويس كرافن، بسبب وفاة هذا الأخير في سنة 2015.
اشترت ميراماكس سيناريو ويليامسون الأصلي للفيلم الأول، ثُم طُور هذا السيناريو لاحقا تحت علامة ديمينشن فيلمز، على يد كُل من بوب وهارفي واينستين، وقد أسند هذا الأخير مُهمة إخراج الفيلم إلى كرافن. أسند كرافن بدوره مُهمة إنتاج الموسيقى التصويرية للفيلم إلى المُلحن ماركو بلترامي. استمر هذا الفريق في المُشاركة في كل فيلم من هذه السلسلة، على الرغم من أن ويليامسون أُجبر على القيام بدور أصغر في فيلم «صرخة 3» بسبب التزامه بمشاريع أخرى، حيث استُبدل بإيرين كروغر [الإنجليزية] في دور كاتب السيناريو. واجه كرافن بعض الصراعات مع جمعية الفيلم الأمريكي حول سلسلة الأفلام، واضطر إلى تقليل مشاهد العُنف في فيلم «صرخة 3» بعد أحداث مذبحة مدرسة كولومبين الثانوية. أصبحت سلسلة أفلام «صرخة» تحظى بشعبية ملحوظة، بفضل مُشاركة مُمثلين معروفين ضمن طاقم تمثيل الأفلام الأربعة، وهو أمر غير شائع بالنسبة لأفلام الرعب في ذلك الوقت.
حظي فيلما «صرخة» و«صرخة 2» بإشادة كبيرة من النقاد، بينما تلقى فيلما «صرخة 3» و«صرخة 4» مُراجعات مُتباينة من غالبية المُراجعين. يعود الفضل في إشادة النقاد بالفيلم الأول، إلى تنشيط هذا الأخير لمجال أفلام الرعب في أواخر التسعينيات من القرن العشرين، وذلك من خلال الجمع بين مشاهد الرعب والفُكاهة، وأيضا بين طاقم مُمثلين يُتقن كليشيهات أفلام الرعب وسيناريو ذي حبكة ذكية. كان فيلم «صرخة» واحدًا من أعلى الأفلام دخلا في عام 1996، كما كان فيلم الرعب الأكثر دخلا في العالم، إلى حين سنة 2018 حين تجاوزه فيلم هالوين في مجموع الإيرادات. تزامن نجاح فيلم «صرخة» مع صُدور الجُزء الثاني من السلسلة «صرخة 2». هذا الأخير حقق أرقاما قياسية من حيث الإيرادات التجارية في ذلك الوقت، كما اعتبره بعض النقاد بأنه أفضل من الفيلم الأول. كان أداء فيلم «صرخة 3» أسوأ من سابقيه، سواء على مُستوى الاستقبال النقدي أو من ناحية الإيرادات، حيث علق العديد من النقاد بأن هذا الجُزء أصبح يُشبه نوعية أفلام الرعب التي سُخر منها في الفيلمين الأولين، في حين أشاد آخرون بإكمال الفيلم بنجاح لثُلاثية السلسلة. تلقى فيلم «صرخة 4» أيضًا مُراجعات مُتباينة من النقاد، حيث انتقد بعض هؤلاء طريقة استخدام مشاهد الرعب في الفيلم، بينما اعتبر الكثيرون بأن هذا الجُزء أحسن من سلفه. نالت أفلام سلسلة «الصرخة» العديد من الجوائز، منها جائزة زحل لأفضل مُمثلة وجائزة إم تي في للأفلام لأفضل أداء نسائي اللتين آلتا لنيف كامبل، بينما نال فيلم «صرخة» جائزة زحل لأفضل فيلم رعب سنة 1996.

## الأفلام

### صرخة (1996)
بدأت سلسلة أفلام الصرخة بفيلم صرخة، والذي عُرض لأول مرة في 18 ديسمبر 1996 في مسرح إي أم سي أفكو في ويستوود في ولاية كاليفورنيا، ثُم صدر بعدها بشكل عام في 20 ديسمبر 1996. كتب كيفن ويليامسون سيناريو الفيلم، وتولى ويس كرافن إخراجه. يُعد فيلم سكريم إطارا مرجعيا لأفلام الرعب، حيث شارك فيه مجموعة من المُمثلين الذين لهُم دراية بحيثيات أفلام الرعب. الفيلم من بطولة كُل من كورتني كوكس وديفيد أركيت ونيف كامبل وماثيو ليلارد وروز ماكغوان وسكيت أولريك ودرو باريمور. يُركز الفيلم على المُراهقة سيدني بريسكوت والتي تتعرض للهُجوم من شخصية غامضة يُطلق عليها اسم «وجه الشبح» (بالإنجليزية: Ghostface)‏ بالتزامن  مع ذكرى مقتل والدتها. حقق الفيلم نجاحًا ماليًا على مُستوى الإيرادات والأرباح، وتلقى إشادة كبيرة من النقاد. يُنسب إلى هذا الفيلم الفضل الكبير في تنشيط مجال أفلام الرعب في مُنتصف التسعينيات من القرن العشرين. تكون طاقم مُمثلي الفيلم من مُمثلين ومُمثلات ذوي شُهرة كبيرة في عالم السينما، وهُو الأمر الذي لم يكُن شائعا في السابق بين أفلام الرعب.

### صرخة 2 (1997)
استمرت سلسلة الأفلام مع فيلم صرخة 2 الذي صدر بعد أقل من سنة عن صدور الفيلم الأول، وقد عُرض هذا الجُزء لأول مرة في مسرح مان الصيني [الإنجليزية]، ثُم صدر بعد ذلك بشكل عام في 12 ديسمبر 1997. تولى ويليامسون كتابة السيناريو، في حين أخرج كرافن الفيلم. الفيلم من بطولة كُل من كورتني كوكس وديفيد أركيت ونيف كامبل وسارة ميشيل غيلار وجيمي كينيدي ولوري ميتكاف وجيري أوكونيل وجادا بينكيت وييف شرايبر. تدور أحداث الفيلم في سنة 1997، وتُركز مرة أخرى على شخصية سيدني بريسكوت، التي هي الآن طالبة جامعية، وذلك بينما تبدأ سلسلة من الجرائم المُقلدة، حيث يستخدم القتلة فيها مرة أخرى قناع «وجه الشبح» (بالإنجليزية: Ghostface)‏. حقق الفيلم نجاحًا ماليًا على مُستوى شبابيك التذاكر، وحظي بثناء واسع من النقاد. سُرب سيناريو الفيلم أثناء الإنتاج، ما أدى إلى انكشاف هُوية القتلة، لذلك أُعيدت كتابة سيناريو الفيلم من جديد، حيث غُيرت هوية القتلة، إلا أن دوافعهم ظلت كما هي.

### صرخة 3 (2000)
استمرت سلسلة الأفلام مع فيلم صرخة 3، الذي عُرض لأول مرة في 3 فبراير 2000 في مسرح إي أم سي أفكو في ويستوود في ولاية كاليفورنيا، ثُم صدر بعدها بشكل عام في 4 فبراير 2000. مثل الفيلمين السابقين من السلسلة، أخرج ويس كرافن الفيلم، لكن ويليامسون لم يتمكن من صياغة السيناريو كاملا بسبب التزامه بالمُسلسل التلفزيوني القصير وايستلاند [الإنجليزية] وبفيلم تدريس السيدة تينغل [الإنجليزية] الذي صدر سنة 1999. لذلك حل محله إيرين كروغر [الإنجليزية]، الذي أنهى كتابة السيناريو مُعتمدا على أفكار ويليامسون. الفيلم من بطولة كُل من كورتني كوكس وديفيد أركيت ونيف كامبل وباتريك ديمبسي وسكوت فولي ولانس هنريكسن ومات كيسلار وجيني مكارثي وإيميلي مورتيمير وباركر بوزي وديون ريتشموند. تدور أحداث الفيلم في سنة 2000، ويُركز الفيلم مُجددا على سيدني بريسكوت التي تُصبح هدفا لقاتل يرتدي قناع «وجه الشبح» (بالإنجليزية: Ghostface)‏، بعد أن تعقب هذا الأخير إحدى صديقاتها في المدرسة وقتلها. حقق الفيلم نجاحا أقل بكثير من سلفيه، بينما حظي بمُراجعات مُتباينة من النقاد، وقد أشار بعض النقاد إلى أن الفيلم أصبح أقرب إلى أفلام الرعب التي سُخر منها في الأصل في الجُزئين السابقين من السلسلة. كما انتقد آخرون التغيير الذي حصل في نغمة الفيلم، حيث رُكز أكثر في هذا الفيلم على الفُكاهة بدلاً من الرعب والعنف. على عكس ذلك، كان النقاد الذين أوردوا آراء إيجابية حول الفيلم، مُؤيدين لهذا التغيير في النغمة، كما أشادوا بإكمال الفيلم بنجاح لثُلاثية السلسلة.

### صرخة 4 (2011)
في يوليو 2008، أعلنت شركة واينستين عن تطوير تتمة جديدة للسلسلة. وقد أُعلن في مارس 2010، بأن ويليامسون سيتولى كتابة السيناريو، بينما يُخرج ويس كرافن هذا الجُزء الجديد هُو أيضا. في مايو 2010، رفعت كاثي كونراد، مُنتجة الأفلام الثلاثة الأولى من السلسلة، دعوى قضائية ضد شركة واينستاين، تزعم فيها بأن هاته الأخيرة انتهكت اتفاقية مع شركتها التي تُدعى (بالإنجليزية: Cat Entertainment)‏، والتي مُنحت بموجبها لشركتها الحقوق الأولى لإنتاج جميع أفلام سلسلة الصرخة. جادلت شركة واينستاين بأن الاتفاقية تتطلب أن تكون خدمات كونراد حصرية لسلسلة الأفلام، وهي حُجة وصفتها كونراد بأنها «ذريعة زائفة» لأن الأفلام السابقة لم تنُص على هذا الشرط. اتهمت كونراد عائلة واينستاين بمُحاولة إجبارها على الابتعاد دون تعويض، من أجل توظيف مُنتجة أرخص، هي إيا لابونكا زوجة كرافن، بُغية خفض تكاليف الإنتاج. في أبريل 2011، أُبلغ عن أن القضية سُويت خارج المحكمة من قبل شركة واينستاين.
خضع الفيلم لإعادة تصوير لبعض المشاهد في يناير 2011، حيث صرح كرافن بأنه كان عليهم تحسين بعض المشاهد ولكن النهاية لم تُمس. وقد أتى هذا كُله في مُواجهة بعض الانتقادات التي مفادها بأنه بعد عرض اختباري [الإنجليزية] للفيلم في 6 يناير 2011، قد يخضع هذا الأخير لتغييرات كبيرة بسبب تفاعل الجمهور الضعيف. عُرض فيلم صرخة 4 لأول مرة في 11 أبريل 2011 في مسرح غرومان الصيني، ثُم صدر بعدها بشكل عام في 15 أبريل 2011. الفيلم من بطولة كُل من نيف كامبل وكورتني كوكس وديفيد أركيت وإيما روبرتس وهايدن بانتير وأنتوني أندرسن وأليسون بري وآدم برودي وروري كولكين ونيكو تورتوليلا. تدور أحداث الفيلم في عام 2010، بعد عشر سنوات من الفيلم السابق، ومرة أخرى يُركز الفيلم على سيدني بريسكوت، حيث تصير سيدني مُؤلفة لكتب التنمية الذاتية، وتعود لمسقط رأسها «وودسبورو» (بالإنجليزية: Woodsboro)‏ ضمن جولة ترويجية لكتابها، ثُم تتواصل من جديد مع شُرطي البلدة ديوي وغايل واللذين تزوجا، ويتزامن هذا كُله مع عودة قاتل يرتدي قناع «وجه الشبح» (بالإنجليزية: Ghostface)‏، ومع عودة جرائم القتل أيضا.

### الصرخة (2022)
في سنة 2011، أكد كرافن على أنه تم التعاقد معه للعمل على جزء خامس وسادس من السلسلة، وذلك في حال حقق الفيلم الرابع نجاحًا. بعد الصعوبات التي واجهت الطاقم مع التأخيرات في كتابة سيناريوهات أفلام «صرخة 2» و«صرخة 3» و«صرخة 4»، حيث أنه غالبًا ما تكون صفحات السيناريو جاهزة فقط في يوم التصوير، بالإضافة إلى الضغوطات التي ترتبط بهكذا مواقف، ذكر كرافن أنه سيحتاج إلى رؤية نُسخة نهائية من سيناريو فيلم «صرخة 5» قبل البدء في عملية الإنتاج. أكد ويليامسون أيضًا بأن لديه التزامات وتعاقدات بشأن كتابة سيناريوهات «صرخة 4» و«صرخة 5»، إلى جانب التزام بكتابة سيناريو الجزء السادس من السلسلة «صرخة 6»، على الرغم من أن عقده للفيلم السادس لم يُنتهى منه بعد. أشار ويليامسون إلى أنه إذا تم المُضي قُدما في إنجاز فيلم «صرخة 5»، فإن هذا الأخير سيكون استمرارًا لقصة الشخصيات التي تضمنها فيلم «صرخة 4»، إلا أن الجُزء الرابع لم يتضمن أي تلميحات بشأن التكملة المُحتملة.
قبل صدور فيلم «صرخة 4»، أبدى المُمثل ديفيد أركيت دعمه لإصدار جُزء خامس من السلسلة، حيث صرح بأن «[النهاية] مفتوحة بالتأكيد»، قبل أن يُضيف بأنه سيُرحب بفرصة لعب شخصية ديوي في الأجزاء المُقبلة. في مايو 2011، أكد المنتج التنفيذي هارفي واينستين بأن التتمة مُمكنة، قائلاً إنه على الرغم من أن الإيرادات المالية لفيلم «صرخة 4» كانت دون توقعات شركة واينستين، إلا أنه لا يزال سعيدًا بإجمالي الأرباح التي حصدها الفيلم. في فبراير 2012، عندما سُئل ويليامسون عن إمكانية المُضي قدما في مشروع «صرخة 5»، صرح في ذلك الوقت بأنه لا يعرف ما إن كان سيُنجز جُزء خامس من السلسلة، حيث قال «أنا لن أفعل ذلك».
في 30 سبتمبر 2013، أعرب هارفي واينستين عن اهتمامه بالجُزء الخامس، قائلاً «أنا أتوسل [بوب واينستين] للقيام بالفيلم وإنهائه. لقد حلبنا تلك البقرة». في يوليو 2014، أعرب ويليامسون عن شكوكه في صدور جُزء خامس، حيث قال: «أعتقد أن فيلم «صرخة 4» لم ينطلق أبدًا بالطريقة التي يأملونها». كما تحدث عن رحيله عن السلسلة حيث أن كرافن وطاقمه «انتهوا معه». في 25 يونيو 2015، أجرت صحيفة واشنطن ستريت جورنال مُقابلة مع بوب واينستين. عندما سُئل هذا الأخير عن إمكانية استمرار السلسلة بعد «صرخة 4»، نفى واينستين بشدة إمكانية صدور جُزء خامس أو أي استمرار آخر لسلسلة الأفلام، مشيرًا إلى مُسلسل إم تي في باعتباره المكان المُناسب لإيجاد انطلاقة جديدة للسلسلة. وقال واينستين : «المكان الذي يُقيم فيه المُراهقون هو إم تي في.»
مع ذلك، وفي أوائل سنة 2019، اُبلغ عن أن شركة بلمهوس برودكشنز المُتخصصة في أفلام الرعب مُهتمة بإحياء سلسلة الأفلام، وعن أن المُنتج جايسون بلوم يعمل على الإتيان بتتمة للسلسلة لأرض الواقع. في نوفمبر 2019، حصلت مجموعة سباي غلاس الإعلامية على حقوق إنتاج فيلم جديد من سلسلة أفلام «الصرخة». لم يكن معروفًا في ذلك الوقت ما إن كان هذا الفيلم الجديد سيكون تكملة أو ريبوت أو إعادة صُنع، كما لم يكن معروفًا ما إذا كان ويليامسون سيعود لطاقم العمل. في الشهر التالي، أُعلن عن أن الفيلم سيضُم طاقم مُمثلين جديد، ولكن من المُحتمل أن تُعرض خلاله مشاهد لأعضاء فريق التمثيل الرئيسيين السابقين.
في مارس 2020، أُعلن عن أن مات بيتينيلي أولبين وتايلر جيليت سيُخرجان الجُزء الخامس من السلسلة، بينما سيتولى ويليامسون دور مُنتج تنفيذي، كما أُعلن أيضا عن أن الفيلم قد دخل بالفعل في مرحلة التطوير الرسمي، وأن مرحلة التصوير مُخطط لها بأن تبدأ في مايو 2020. في مايو 2020، أُعلن عن أن نيف كامبل تجري مُحادثات لإعادة تمثيل دور سيدني بريسكوت في الفيلم الخامس. في نفس الشهر، أُعلن عن أن ديفيد أركيت سيُعيد تأدية دور ديوي رايلي في الفيلم الخامس، بينما أُعلن أيضا عن أن جيمس فاندربيلت وجاي بوسيك سيلتحقان بطاقم كتابة السيناريو. أُبلغ أيضا عن أن مرحلة الإنتاج ستنطلق في وقت لاحق من عام 2020 في ويلمينغتون بولاية كارولاينا الشمالية. في يونيو 2020، ذكرت مجلة فارايتي بأن الفيلم من المُقرر أن تُوزعه شركة باراماونت بيكتشرز، وأنه قد حُددت سنة 2021 كموعد أولي لصُدوره، بحيث سيتزامن موعد صدوره مع مُرور 25 سنة عن تاريخ صدور الفيلم الأول في سنة 1996، كما أشار تقرير المجلة بأنه لا يزال غير معروف ما إن كانت المُمثلتان كورتني كوكس أو نيف كامبل، أو أي مُمثلين آخرين باستثناء ديفيد أركيت، سيُعيدون تأدية نفس أدوارهم في الأجزاء السابقة من السلسلة. في 31 يوليو 2020، نشرت كوكس مقطع فيديو على حسابها الرسمي على إنستغرام، تُؤكد فيه عودتها للمُشاركة في الجُزء الخامس، وقد أكدت هذا الخبر عدة وسائل إعلامية أخرى. في أغسطس 2020، تأكدت مُشاركة ميليسا باريرا وجينا أورتيغا في أدوار لم تُعلن بعد. في نفس الشهر، أعلنت شركة باراماونت بيكتشرز أنه من المُقرر صُدور الفيلم في 14 يناير 2022، بعد أن تأجل الموعد الذي كان مُقررا في سنة 2021 بسبب تفشي جائحة فيروس كورونا. في سبتمبر 2020، انضم جاك كوايد إلى طاقم التمثيل في دور لم يُكشف عنه. في الشهر نفسه، تأكدت مُشاركة نيف كامبل ومارلي شيلتون لإعادة تمثيل أدوارهما في الأجزاء السابقة، كما تأكدت مُشاركة كُل من ديلان مينيت وماسون غودينغ وكايل غالنر وياسمين سافوي براون وميكي ماديسون [الإنجليزية] وصونيا بن عمار ضمن طاقم تمثيل الفيلم. بدأ التصوير الرئيسي للفيلم في 22 سبتمبر 2020. في 18 نوفمبر 2020، أكد ويليامسون في تغريدة على موقع تويتر بأن مرحلة التصوير انتهت وبأن العُنوان الرسمي للفيلم سيكون ببساطة «الصرخة» (بالإنجليزية: Scream)‏.

## المسلسل
في 4 يونيو 2012، تأكد بأن شبكة إم تي في كانت في المراحل الأولى من تطوير مُسلسل تلفزيوني أسبوعي مُنفصل عن سلسلة الأفلام. صرح ديفيد أركيت على تويتر بأنه لن يكون جُزءًا من المُسلسل التلفزيوني القادم. في 25 أبريل 2013، أكدت صحيفة هوليوود ريبورتر أن قناة إم تي في أعطت الضوء الأخضر لإنتاج المُسلسل التلفزيوني، وأن هُناك مُحادثات مع ويس كرافن لكي يُخرج الحلقة التجريبية. في 26 يوليو 2013، أفيد بأنه قد تعاقدت الشبكة مع كُتاب مُسلسل عقول جنائية جاي بيتي ودان دوركين لكتابة سيناريو الحلقة التجريبية. في 2 أبريل 2014، أكدت تقارير بأن قصة المُسلسل ستكتُبها جيل بلوتيفوغل، وستُركز هاته القصة على شريط فيديو يوتيوب ينتشر بشكل واسع النطاق، بحيث سيكون لهذا الانتشار انعكاسات سلبية على المُراهقين في منطقة لايكوود، وسيكون بمثابة «مُحفز لجريمة تفتح نافذة على ماضي البلدة المُضطرب». تولى أدوار البطولة في المُسلسل طاقم تمثيل مُكون من كُل من ويلا فيتزجيرالد وبيكس تايلور كلاوس وبوبي كامبو وكونور فيل [الإنجليزية] وكارلسون يونغ وأماديوس سيرافيني [الإنجليزية] وجون كارنا [الإنجليزية]. نُشر نص الحلقة التجريبية في فبراير 2015 على مُدونة بليدينغ كول [الإنجليزية]، وقد كانت تحمل هاته الحلقة في الأصل عُنوان «الورود الحمراء».
في 12 أبريل 2015، بُث أول مقطع ترويجي للمُسلسل خلال حفل توزيع جوائز إم تي في للأفلام لسنة 2015، والذي قدمته بيلا ثورن، وكُشف التريلر أيضًا عن موعد العرض النهائي للمُسلسل، والذي قُرر في 30 يونيو 2015.
كُشف عن صورة ترويجية رسمية للقناع الرسمي الذي سيُستخدم في المُسلسل في أوائل يونيو 2015. في البداية، أعرب كرافن عن مُوافقته على إعادة تصميم القناع الجديد وألمح إلى أصول هذا القناع وإلى أهميته المُحتملة. مع ذلك، انتقد كرافن لاحقًا قرار الشبكة بالتخلي عن قناع وجه الشبح في المُسلسل التلفزيوني.
في 30 أغسطس 2015، تُوفي ويس كرافن بسبب سرطان المُخ. قُدمت خلال الحلقة النهائية للموسم الأول افتتاحية تكريمية له.
في 14 أكتوبر 2016، جددت إم تي في المُسلسل لموسم ثالث مُكون من ست حلقات، وقد عُرض لأول مرة على في إتش وان في 8 يوليو 2019. في 26 أبريل 2017، أعلنت قناة إم تي في أنها ستعمل ريبوت للموسم الثالث، بالاستعانة بطاقم مُمثلين جديد، كما كُشف لاحقا عن أن بريت ماثيوز سيكون المُنتج الرئيسي لهذا الريبوت. تأكد لاحقا بأن كُلا من كوين لطيفة وشكيم كومبير ويانيلي أرتي سيشتغلون كمُنتجين تنفيذيين للمُسلسل تحت لواء شركة فلافور يونيت للترفيه [الإنجليزية]. في 19 يوليو 2017، أعلنت هوليوود ريبورتر بأن المُسلسل سينتقل ليكون على شاكلة سلسلة أنثولوجية خلال الموسم الثالث، وقد أكد رئيس إم تي في كريس مكارثي هاته المعلومات لاحقا. أُعلن لاحقا عن أن طاقم التمثيل الجديد لهذا الموسم سيتكون من كُل من آر جاي سايلر وكريستوفر جوردان والاس [الإنجليزية] وتايغا وكيكي بالمر وجيسيكا سولا وجيليان ياو غيويلو [الإنجليزية] وجيورجيا ويغام [الإنجليزية] وتايلر بوسي.
بعد الموسم الثاني، انتقل المُسلسل من شبكة إم تي في إلى شبكة في إتش وان. عُرض الموسم الثالث لأول مرة على في إتش وان في 8 يوليو 2019.

## طاقم التمثيل
يُظهر الجدول التالي قائمة للمُمثلين والمُمثلات الذين شاركوا أو سيشاركون في فيلمين من أفلام سلسلة الصرخة أو شاركوا في موسمين من مواسم المُسلسل التلفزيوني المبني على سلسلة الأفلام:
- تُشير الخلية الفارغة ذات اللون الرمادي الداكن إلى أن الشخصية لم تكن في الفيلم، أو أن التواجد الرسمي للشخصية لم يُؤكد بعد.
- A : يُشير إلى ظهور في الفيلم من خلال لقطات أرشيفية.
- C : يُشير إلى ظهور في الفيلم من خلال مشهد قصير.
- E : يُشير إلى عدم ظهور المُمثل(ة) في النسخة المسرحية من الفيلم.
- M :
- O : يُشير إلى ظهور في الفيلم من خلال مشهد قديم للشخصية.
- V : يُشير إلى أداء صوتي فقط.
- Y : يُشير إلى ظهور في الفيلم في سن شابة (صغير في العُمر).

| وجه الشبح                        | روجر إل. جاكسونV | روجر إل. جاكسونV | روجر إل. جاكسونV     | روجر إل. جاكسونV | روجر إل. جاكسونV |  |                                              |                   | روجر إل جاكسونV |  |  |  |  |
| سيدني بريسكوت                    | نيف كامبل        | نيف كامبل        | نيف كامبل            | نيف كامبل        | نيف كامبل        |  |                                              |                   |                 |  |  |  |  |
| غايل ويذرز [الإنجليزية]          | كورتني كوكس      | كورتني كوكس      | كورتني كوكس          | كورتني كوكس      | كورتني كوكس      |  |                                              |                   |                 |  |  |  |  |
| ديوي رايلي                       | ديفيد أركيت      | ديفيد أركيت      | ديفيد أركيت          | ديفيد أركيت      | ديفيد أركيت      |  |                                              |                   |                 |  |  |  |  |
| بيلي لوميس                       | سكيت أولريك      | لوك ويلسنMC      | سكيت أولريكAV        |                  |                  |  |                                              |                   |                 |  |  |  |  |
| كوتون ويري                       | ييف شرايبرMC     | ييف شرايبر       | ييف شرايبرC          |                  |                  |  |                                              |                   |                 |  |  |  |  |
| راندي ميكس                       | جيمي كينيدي      | جيمي كينيدي      | جيمي كينيديCMY       |                  |                  |  |                                              |                   |                 |  |  |  |  |
| ستو ماكر                         | ماثيو ليلارد     |                  | ماثيو ليلاردAV       |                  |                  |  |                                              |                   |                 |  |  |  |  |
| نيل بريسكوت                      | لاورانس هيخت     |                  | لاورانس هيخت         |                  |                  |  |                                              |                   |                 |  |  |  |  |
| هانك لوميس                       | سي دبليو مورغان  |                  | سي دبليو مورغانCMY   |                  |                  |  |                                              |                   |                 |  |  |  |  |
| المُراسلة                         |                  | نانسي أوديلMC    | نانسي أوديلC         | نانسي أوديلC     |                  |  |                                              |                   |                 |  |  |  |  |
| كيسي بيكر في فيلم "الستاب"       |                  | هيذر غراهامMC    |                      | هيذر غراهامAMC   |                  |  |                                              |                   |                 |  |  |  |  |
| سيدني بريسكوت في فيلم "الستاب"   |                  | توري سبيلينغMC   | إيميلي مورتيمير      |                  |                  |  |                                              |                   |                 |  |  |  |  |
| جودي هيكس                        |                  |                  |                      | مارلي شيلتن      | مارلي شيلتن      |  |                                              |                   |                 |  |  |  |  |
| لايكوود سلاشر / شالاو غروف سلاشر |                  |                  |                      |                  |                  |  | مايك فوغنV                                   | مايك فوغنV        |                 |  |  |  |  |
| إيما دوفال                       |                  |                  |                      |                  |                  |  | ويللا فيتزجيرالد كارسين داربيY ماديسون وولفY | ويلا فيتزجيرالد   |                 |  |  |  |  |
| أودري جينسن                      |                  |                  |                      |                  |                  |  | بيكس تايلور كلاوس                            | بيكس تايلور كلاوس |                 |  |  |  |  |
| نواه فوستر                       |                  |                  |                      |                  |                  |  | جون كارنا                                    | جون كارنا         |                 |  |  |  |  |
| كيران ويلكوكس                    |                  |                  |                      |                  |                  |  | أماديوس سيرافيني                             | أماديوس سيرافيني  |                 |  |  |  |  |
| بروك مادوكس                      |                  |                  |                      |                  |                  |  | كارلسون يونج                                 | كارلسون يونج      |                 |  |  |  |  |
| ماغي دوفال                       |                  |                  |                      |                  |                  |  | تريسي ميدندورف                               | تريسي ميدندورف    |                 |  |  |  |  |
| ماغي دوفال                       |                  | آنا غرايس بارلوY | كايتلين آشلي تومسونY |                  |                  |  |                                              |                   |                 |  |  |  |  |
| بيبر شاو                         |                  |                  |                      |                  |                  |  | أميليا روز بلير                              | أميليا روز بلير   |                 |  |  |  |  |
| جايك فيتزغيرالد                  |                  |                  |                      |                  |                  |  | توم مادين                                    | توم مادين         |                 |  |  |  |  |
| سيث برانسون                      |                  |                  |                      |                  |                  |  | بوبي كامبو                                   | بوبي كامبو        |                 |  |  |  |  |
| رايتشل موراي                     |                  |                  |                      |                  |                  |  | سوزي باكون                                   | سوزي باكون        |                 |  |  |  |  |
| كوين مادوكس                      |                  |                  |                      |                  |                  |  | بريان بات                                    | بريان بات         |                 |  |  |  |  |

## طاقم الإنتاج
| الطاقم             | سلسلة الأفلام              | سلسلة الأفلام                         | سلسلة الأفلام                               | سلسلة الأفلام                                          | سلسلة الأفلام                                  |
| الطاقم             | صرخة 1                     | صرخة 2                                | صرخة 3                                      | صرخة 4                                                 | الصرخة                                         |
| الطاقم             | 1996                       | 1997                                  | 2000                                        | 2011                                                   | 2022                                           |
| ------------------ | -------------------------- | ------------------------------------- | ------------------------------------------- | ------------------------------------------------------ | ---------------------------------------------- |
| المُخرج             | ويس كرافن                  | ويس كرافن                             | ويس كرافن                                   | ويس كرافن                                              | مات بيتينيلي أولبين تايلر غيليت                |
| كُتاب السيناريو     | كيفين ويليامسون            | كيفين ويليامسون                       | إيرين كروغر [الإنجليزية]                    | كيفين ويليامسون                                        | جيمس فاندربلت غاي باسيك                        |
| المُنتجون           | كاثي كونراد كاري وودس      | كاثي كونراد ويس كرافن ماريان مادالينا | كاثي كونراد كيفين ويليامسون ماريان مادالينا | إيا لابونكا كيفين ويليامسون ويس كرافن                  | بول ناينستاين ويليام شيراك جيمس فاندربيلت      |
| الموسيقى التصويرية | ماركو بلترامي              | ماركو بلترامي                         | ماركو بلترامي                               | ماركو بلترامي                                          |                                                |
| التصوير السينمائي  | مارك إروين                 | بيتر ديمنغ                            | بيتر ديمنغ                                  | بيتر ديمنغ                                             | بريت يوتكيفيتش                                 |
| المونتاج           | باتريك لوسييه [الإنجليزية] | باتريك لوسييه [الإنجليزية]            | باتريك لوسييه [الإنجليزية]                  | بيتر ماكنالتي                                          |                                                |
| شركة الإنتاج       | وودز إنترتاينمنت           | كونراد بيكتشرز أفلام كرافن مادالينا   | كونراد بيكتشرز أفلام كرافن مادالينا         | كورفيس كوراكس للإنتاج آوتر بانكس للترفيه شركة واينستين | بروجيكت إكس للترفيه مجموعة سباي غلاس الإعلامية |
| التوزيع            | ديمينشن فيلمز              | ديمينشن فيلمز                         | ديمينشن فيلمز                               | ديمينشن فيلمز                                          | باراماونت بيكتشرز                              |

كان ويس كرافن ينوي في البداية التعاقد مع مُمثلين موهوبين وغير معروفين نسبيا بحيث لم يكُن لديهم «صيت كبير» في عالم السينما، كما فعل مع جوني ديب في فيلم كابوس شارع إيلم ومع بيتر بيرغ في فيلم المُفزع [الإنجليزية]. مع ذلك، اتخذ طاقم الفيلم قرارا باختيار مُمثلين ذوي شُهرة كافية ومجموعة أعمال ملحوظة للمُشاركة في سلسلة أفلام «الصرخة»، وهُو الأمر الذي يُمثل تغييرًا كبيرا عما هُو مُتعارف عليه في مجال سينما أفلام الرعب. اعتقد كرافن أن ميزانية الإنتاج ستكون غير كافية لللتعاقد مع المُمثلين الذين كانوا يُتابعونهم، لكنه شعر بأن مُشاركة درو باريمور جعلت هؤلاء يتوقون للمشاركة في فيلم «صرخة» ويقبلون رواتب أقل.
اقتربت درو باريمور بنفسها في البداية من عملية الإنتاج بعد قراءتها للسيناريو، ثُم وقعت للعب دور سيدني بريسكوت. مع ذلك، ومع مرور الوقت، كانت التزامات باريمور عائقا أمام أدائها للدور الرئيسي في الفيلم، لذلك تطوعت لأداء دور شخصية ثانوية تُدعى كيسي بيكر، حيث أن هذه الأخيرة ماتت في وقت مُبكر من الفيلم. شعر طاقم الإنتاج بأن قتل مُمثلة من حجم درو باريمور في وقت مُبكر من الفيلم سيكون أمرا خطرًا، لكنهم اعتقدوا بأن ذلك سيكون صادمًا للجمهور مما سيجعلهم يعتقدون أنه لا توجد شخصية أخرى آمنة. بعد تغيير دور باريمور، خضعت المُمثلتان أليسيا ويت وبريتاني ميرفي لتجربة أداء بغرض تمثيل دور البطولة، كما نظر طاقم الإنتاج في إمكانية الاتصال بالمُمثلة ريس ويذرسبون. مُنح دور البطولة في النهاية إلى نيف كامبل بعد أن رآها المخرج في مُسلسل حزب الخمسة [الإنجليزية]، حيث اعتقد بأنها ستُجسد بشكل أفضل شخصية «بريئة»، وبأنها ستكون أيضًا قادرة على التحكم في نفسها أثناء التعامل مع جسدية وعواطف هاته الشخصية. على الرغم من أنها كانت مُترددة في المُشاركة في فيلم رعب آخر بعد فترة وجيزة من مُشاركتها في فيلم الحرفة [الإنجليزية]، اختارت كامبل أن تُشارك في فيلم «صرخة»، كونه سيكون دورها الرئيسي الأول، وأيضا كونها «عشقت» الشخصية حيث قالت: «إنها شخصية رائعة لأي نوع من الأفلام.» أراد طاقم الإنتاج مُمثلة مُميزة لأداء دور المُراسلة الإخبارية غيل ويذرز [الإنجليزية]، حيث رشح لذلك كُلا من بروك شيلدز وجينين غاروفالو. لم تُرشح كورتني كوكس لذلك الدور، والتي كانت تلعب دور البطولة في مُسلسل الأصدقاء على شبكة هيئة الإذاعة الوطنية الشهير في ذلك الوقت، بسبب أدائها فقط لشخصيات أكثر نعومة ولطفًا خلال مُشاركاتها السينمائية. مع ذلك، ضغطت كوكس بشدة من أجل المُشاركة في الفيلم، حيث كانت ترغب في لعب شخصية «العاهرة»، وقد نجحت جهودها في النهاية عندما اختيرت ضمن طاقم التمثيل. قامت المُمثلتان ميليندا كلارك وريبيكا غيرهارت باختبار أداء بغرض تمثيل شخصية تاتوم رايلي، لكن اختيرت روز ماكغوان في النهاية لهذا الدور، كونها ستُجسد بشكل أفضل الطبيعة «الشجاعة» للشخصية. كان يُعتقد بأن الحضور القوي للنساء في طاقم تمثيل الفيلم، والمُكون من كامبل وباريمور وكوكس وماكغوان، سيُساعد في جذب جمهور نسائي كبير للفيلم.
كان كيفن باتريك وولز، الذي أدى شخصية ستيف أورث صديق باريمور في فيلم «صرخة»، أحد المُرشحين النهائيين لأداء دور صديق سيدني، بيلي لوميس، إلى جانب جاستن والين قبل أن يفوز سكيت أولريش بالدور في النهاية. كان لدى كامبل وأولريش علاقة عمل سابقة في فيلم الحرفة [الإنجليزية]، لذلك اعتقدا بأن ذلك ساعدهما في تطوير العلاقة بين سيدني وبيلي بشكل أفضل. اتصل طاقم الإنتاج بالمُمثل ديفيد أركيت لأداء دور بيلي لوميس لكنه أراد بدلاً من ذلك دور ديوي رايلي، لذلك قدّر كرافن هذه الفكرة وأسند دور ديوي رايلي إلى أركيت. اختير ماثيو ليلارد عن طريق الصدفة عندما رافق صديقته في ذلك الوقت إلى إحدى تجارب الأداء الخاصة بفيلم «صرخة»، حيث رأته مُديرة التجارب ليزا بيتش وطلبت منه التقدم لاختبار الأداء، ليحصُل في النهاية على دور ستو ماتشر. تنافس الثنائي جيمي كينيدي وبريكين ماير على دور راندي ميكس، ثُم اختار بعدها طاقم الإنتاج كينيدي لهذا الدور. بسبب عدم تمثيله لأي دور بطولة في السابق، أراد استوديو الإنتاج مُمثلًا أكثر بروزًا من كينيدي في هذا الدور، لكن طاقم الإنتاج كان مُصمماً على أنه كان الخيار الأفضل، لذلك أُبقي في هذا الدور. اختير روجر إل جاكسون، لأداء صوت شخصية «قناع الشبح»، بعد عدة أسابيع من التصوير في سانتا روزا. كان طاقم الإنتاج يهدف في الأصل إلى استخدام صوته بشكل مُؤقت فقط، لكنه قرر في النهاية أنه مثالي لهذا الدور. مُنع روجر عن قصد من مُقابلة العديد من أعضاء طاقم التمثيل في جميع الأفلام الثلاثة لسلسلة الصرخة، حيث كان يُعتقد بأن ذلك سيُساعد في تحسين أدائهم إذا لم يتمكنوا من رُؤية صاحب صوت شخصية قناع «وجه الشبح». كانت المُكالمات التي أجرتها شخصيته عبارة عن مُكالمات هاتفية حقيقية أجراها جاكسون مع باقي شخصيات الفيلم، وذلك بهدف المُساعدة في خلق تفاعل بين شخصيته والشخصية التي «يُلاحقُها» في مشهد ما. علق كرافن على مُساهمة جاكسون في الفيلم بالقول: «لا أستطيع أن أتخيل الصراخ بدون قناع الشبح... صوت روجر جاكسون رائع للغاية، إنه ذو صبغة شريرة.»
بالنسبة لفيلم «صرخة 2»، تعاقدت نيف كامبل مع الطاقم للمُشاركة في تتمة مُحتملة، قبل أن يبدأ التصوير الرئيسي لفيلم «صرخة». إضافة لذلك، اُضيف في عُقود المُمثلين، ذوي الشخصيات التي لا زالت حية، خيار المُشاركة في تتمة للفيلم بعد معرفة ما إن كانت الشخصية ستكون مُؤهلة للظهور في الفيلم التالي. في مُقابلات معهُم، ذكر أفراد طاقم الإنتاج في فيلم «صرخة 2» بأنهم يعتقدون أن دور باريمور في فيلم «صرخة» أضاف عُنصرًا من الاحترام إلى أفلام الرعب، حيث كان المُمثلون يترددون عادةً في المُشاركة في مثل هذه الأفلام، مما جعل أفراد طاقم التمثيل في الفيلم السابق مُتحمسين للتوقيع على عقد المُشاركة في الجُزء الثاني من السلسلة. كانت لدى العديد من المُمثلين المُشاركين في الجُزء الأول، بما في ذلك كامبل وكوكس وسارة ميشيل غايلار وجيري أوكونيل، التزامات بتصوير مُسلسلات تلفزيونية أُخرى في ذلك الوقت، مما جعل إمكانية توفرهم على الوقت الكافي للمُشاركة في الجُزء الثاني أمرًا صعبًا. كانت غايلار على وجه الخصوص قد أنهت مُؤخرًا العمل في فيلم آخر كتبه ويليامسون هُو فيلم أنا أعرف ما فعلته في الصيف الماضي الذي صدر سنة 1997، قبل شهرين من فيلم «صرخة 2». صرحت غايلار في عدة مُقابلات صحفية بأنها وقعت للمُشاركة في فيلم «صرخة 2» دون قراءة سيناريو الفيلم، مُقتصرة فقط على وضع نجاح الفيلم الأول في الحُسبان. اعتبر كرافن رغبة المُمثلين في المُشاركة في الفيلم على الرغم من جدولتهم المليئة بالأعمال، على أنها مُجاملة لجودة الفيلم. للحُصول على دور ديريك، كان على أوكونيل والمُرشحين الآخرين إجراء اختبار أداء من خلال أداء مشهد من الفيلم حيث تُغني الشخصية أُغنية «أعتقد أني أحبك». انضم لفريق المُمثلين كُلا من لوري ميتكالف، التي كانت قد أنهت للتو تسع سنوات من المُشاركة في المُسلسل الهزلي الشهير روزان، ولويس أركيت والد ديفيد أركيت وجادا بينكيت وتيموثي أوليفانت، في أول دور بطولة يُجسده هذا الأخير في فيلم روائي طويل. خضعت ريبيكا غيهارت لعدة تجارب أداء في الجُزء الأول لكن دون جدوى، ثُم خضعت بعد ذلك لتجارب أداء خاصة بأدوار هالي وسيسي ومورين إيفانس قبل أن تُختار لاحقا لأداء دور لويس.
بالنسبة لفيلم «صرخة 3»، صرح كرافن في مُقابلة بأن إقناع المُمثلين الأساسيين بالعودة لم يكن أمرا صعبًا، لكن شُهرتهم المُزدهرة والتزاماتهم العديدة جعلت إضافة الفيلم إلى جدولتهم أمرًا مزعجًا. كانت كامبل على وجه الخصوص مُتاحة فقط لمُدة 20 يومًا من التصوير، مما أدى إلى تقليل دور شخصيتها بشكل كبير والتركيز على شخصيات كوكس وأركيت. اختيرت إميلي مورتيمر لتأدية شخصية أنجلينا تايلر، لكن بعد فترة وجيزة من بدء التصوير، اكتُشف بأنها تفتقر إلى التصريح المطلوب للعمل، لذلك نُقلت إلى فانكوفر للحصول على تصريح. شاركت كاري فيشر في الفيلم من خلال دور كاميو بناءً على اقتراح من بوب واينستاين، وساعد هذا الأخير فيشر في كتابة النصوص التي ستُؤديها شخصيتها. تعاقد الطاقم مع كيلي رذرفورد بعد أن بدأ التصوير، حيث كان السيناريو يخضع لإعادة كتابة مُستمرة وتطور المشهد الافتتاحي من ظهور جثة أنثى فقط إلى الحاجة إلى مُمثلة حية يُمكن أن يتفاعل معها شرايبر. في مُقابلة عام 2009، ادعى ماثيو ليلارد، الذي لعب دور ستو ماتشر في الفيلم الأول من السلسلة، أنه وقع من أجل إعادة تمثيل دوره في في فيلم «صرخة 3» باعتباره الخصم الأساسي، ولكن تغير نص السيناريو بحيث استُغني عن شخصيته.
عندما أُعلن عن إنتاج فيلم «صرخة 4»، رفضت كامبل في البداية عروض إعادة تمثيل شخصية سيدني في هذا الجُزء، مما اضطر الطاقم إلى كتابة مُسودات سيناريو بشكل مُبكر نظرًا لغيابها. مع ذلك، في سبتمبر 2009، تأكد بأن كامبل وكوكس وأركيت سيُعيدون تأدية نفس أدوارهم في الأجزاء السابقة، كما تأكد خبر مُشاركة جاكسون في يوليو 2010. استمرارًا للاتجاه الذي بدأ في الجُزء الأول من السلسلة، تعاقد طاقم الإنتاج مع مُمثلين ومُمثلات ذوي شُهرة على غرار هايدن بانيتيير وروري كولكين وآنا باكين وكريستين بيل وإيما روبرتس. حصلت روبرتس على دور جيل، ابنة عم سيدني بريسكوت، بعد تفوقها على آشلي غرين في هذا الدور. اختير الثنائي ليك بيل ولورين غراهام للمُشاركة في الفيلم لكنهُما انسحبتا في وقت مُبكر من الإنتاج، بدعوى امتلاء جدولة أعمالهما. خاض نيكو تورتوريلا تجارب الأداء خمس مرات لأداء دور تريفور، الصديق السابق لشخصية روبرتس، من خلال إعادة تمثيل مشهد من فيلم «صرخة» حيث تكشف شخصية بيلي لوميس أنه أحد القتلة.

## الإنتاج

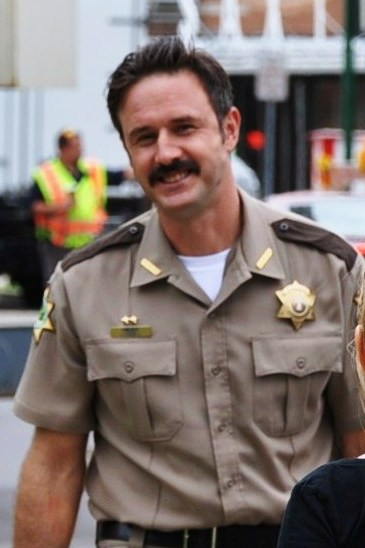
ديفيد أركيت، سكريم4

### الكتابة
صُمم فيلم صرخة سنة 1996 في الأول تحت عُنوان «فيلم مُخيف» (بالإنجليزية: Scary Movie)‏ لكاتب السيناريو كيفن ويليامسون باعتباره نصًا من 18 صفحة مُستوحى من سلسلة جرائم القتل التي ارتكبها داني رولينغ [الإنجليزية] والتي شاهدها ويليامسون في قصة إخبارية، كما استوحى ويليامسون بعضا من تجربته الخاصة حين كان بمُفرده في منزل أحد أصدقائه، حيث اكتشف نافذة مفتوحة لم يُلاحظها من قبل. أصبح هذا النص الأولي المشهد الافتتاحي للفيلم والذي أدته درو باريمور فيما بعد. بدأ ويليامسون في تطوير هذا النص وعنونه في الختام بعُنوان «صرخة»، كما أن نصه السابق الخاص بفيلم تدريس السيدة تينغل [الإنجليزية] كان قد كتبه في ثلاثة أيام فقط في بالم سبرينغز، وقدمه إلى وكيله في يونيو 1995 بغرض عرضه للبيع. أرفق كيفن نص السيناريو بمُخططين من 5 صفحات يُلخصان للمسارات التي يُمكن أن تتخذها القصة في أجزاء مُستقبلية مُحتملة، حيث كان ويليامسون يأمل في توفير حافز إضافي لدى الشركة المُشترية السيناريو من خلال توفير إمكانية الحُصول على سلسلة أفلام مُستقبلا. ادعى ويليامسون لاحقًا أنه كتب السيناريو جُزئيًا لأنه كان يُريد منه فيلمًا يُشاهدُه و«لا أحد يُصوره». كان السيناريو مرجعا ذاتيًا يضُم شخصيات على دراية بحيثيات هذا النوع وشاهدت العديد من أفلام الرعب السابقة التي ادعى ويليامسون أنها ألهمته، منها سلسلة أفلام هالوين [الإنجليزية]وسلاسل أفلام يوم الجمعة الثالث عشر وكابوس شارع إيلم وليلة حفلة موسيقية [الإنجليزية].
أخبر روب باريس وكيل أعمال ويليامسون هذا الأخير بأن مشاهد العُنف والدماء الكثيرة في نصه سيجعلان الأمر «مُستحيلا» أمام بيع هذا السيناريو. بعد أن اشترت ميراماكس السيناريو، طُلب من كيفن إزالة الكثير من المشاهد العنيفة ومشاهد الدماء. مع ذلك، وبمُجرد أن تولى كرافن دور إخراج الفيلم، استعاد هذا الأخير الكثير من المُحتوى الذي حُذف من السيناريو سابقا. كان ويليامسون ينوي إزالة مشهد في الفيلم يحدث داخل حمام المدرسة الخيالية، حيث شعر بأنه كان مُحرجًا، لكن كرافن رفض الأمر. أكد ويليامسون لاحقًا أنه سعيد بأن كرافن لم يحذف المشهد. أُضيفت وفاة شخصية «المُدير هيمبري» بناءً على طلب المُنتج بوب واينستين الذي أشار إلى أن هُناك ثلاثون صفحة من السيناريو (ثلاثون دقيقة على الشاشة) لم تقع فيها أية جريمة قتل. ساعد هذا الأمر ويليامسون لاحقًا، حيث كان يبحث عن دافع لجعل الشخصيات تترك حفلة في ختام الفيلم، وأصبح الآن قادرًا على استخدام الجُثة المُكتشفة لشخصية هيمبري. عند كتابة خاتمة الفيلم، لم يكُن ويليامسون مُتأكدًا مما يجب الاستشهاد به كحافز لدى القتلة أو ما إذا كان سيُعطيهم أي واحد على الإطلاق. انقسمت الآراء بين أفراد الطاقم حول الفيلم، حيث شعر البعض بأن الدافع كان ضروريًا لإعطاء القرار للجمهور، بينما شعر الآخرون بأن الفيلم من دون حافز سيجعل منه فيلما مُخيفا أكثر. في النهاية قرر ويليامسون أن يفعل كلا الأمرين، فأعطى لشخصية بيلي لوميس دافع «هجر الأم» بينما لم يُعطي لشخصية ستو ماكر أي حافز، وبدلاً من ذلك، فإن صاحب الشخصية يقترح مازحًا حافز «ضغط الأقران».
بعد صُدور فيلم «صرخة»، أكد ويليامسون أنه فكر في منحى جديد لقصة تتمة الفيلم، حيث تنتقل شخصية سيدني بريسكوت للدراسة في الكلية ومن تم يبدأ قاتل مُقلد بمُطاردتها. وافقت ديمينشن فيلمز على إنتاج تتمة للفيلم في مايو 1997، وفي ذلك الوقت كان ويليامسون قد كتب بالفعل 42 صفحة من سيناريو الفيلم الجديد. بحلول يوليو 1997، بدأت مرحلة التصوير الرئيسي لفيلم «صرخة 2»، ولكن تسرب سيناريو الفيلم بالكامل على الإنترنت أثناء فترة الإنتاج، ما أدى إلى انكشاف هُوية القتلة وخاتمة الفيلم. نتيجة لذلك، أُجبر طاقم الإنتاج على مُواصلة التصوير بسيناريو جزئي فقط حيث أعاد ويليامسون كتابة السيناريو، وغير الكثير من تفاصيل خاتمة الفيلم ومن هُويات الضحايا والقتلة. للحفاظ على هُوية القتلة وتفادي تسرب تفاصيل الحبكة المُهمة مرة أخرى، لم تُعطى الصفحات الأخيرة من السيناريو للمُمثلين إلا قبل أسابيع من تصوير المشاهد المعنية، كما أن الصفحات التي تحتوي هُوية القتلة لم تُعطى للمُمثلين إلا في يوم تصوير تلك المشاهد. كانت فترة الإنتاج القصيرة وأيضا انشغال ويليامسون بمشاريع أخرى سببا في افتقار السيناريو النهائي للتفاصيل في عدة مراحل، ما حتم على كرافن ملء هاته التفاصيل بنفسه خلال مرحلة التصوير.
في أوائل عام 1999، اقترح بوب وهارفي واينستاين على ويليامسون كتابة سيناريو فيلم «صرخة 3»، لكن في ذلك الوقت كان كيفن مُنشغلا بإخراج وكتابة سيناريو فيلمه تدريس السيدة تينغل [الإنجليزية]، وأيضا تطوير المُسلسل التلفزيوني القصير وايستلاند [الإنجليزية]. كان ويليامسون غير قادر على كتابة سيناريو التتمة الجديدة بالكامل، لكنه قدم لطاقم الإنتاج مُخططًا تفصيليًا لأفكاره حول الفيلم الجديد، استنادًا إلى جرائم القتل في الجُزء السابق، والتي وقعت في مدينة وودسبورو الخيالية. حل إيرين كروغر [الإنجليزية] محل ويليامسون في دور كاتب السيناريو، حيث أسند له الأخوان واينستاين المُهمة. طور كروغر نصا جديدا بالاعتماد على أفكار ومُلاحظات ويليامسون، على الرغم من أن كروغر اعترف أنه عانى خلال كتابة السيناريو كونه لم يُشارك في الفيلمين السابقين وأيضا كونه لم يتفاعل مع الشخصيات عن قُرب. كانت المُسودات الأولية التي كتبها كروغر عن صفات شخصية سيدني بريسكوت تُشبه إلى حد كبير طباع شخصية ليندا هاميلتون في فيلم تيرميناتور 2. بسبب هذا الأمر، تدخل كرافن في هذه النقطة من أجل أن يُقرب أكثر شخصية سيدني من الجُزئين السابقين. اعترف كروغر لاحقا بأن كرافن ساهم في كتابة السيناريو، لكن ذلك لم يظهر خلال شارة نهاية الفيلم. اختلف نص كروغر في نواح كثيرة عن نص ويليامسون الأصلي، خصوصا في نقطة إزالة أحد القتلة وإدراج وفاة كوتون ويري الذي كان غائبًا في الأصل عن الفيلم. إضافة إلى ذلك، تغير موقع حدوث أحداث الفيلم من مدينة وودسبورو الخيالية إلى هوليوود حيث اعتقد كروغر بأن الشخصيات يجب أن تنتقل إلى مكان أكبر من المدرسة الثانوية، أي إلى الكُلية وإلى هوليوود. مع ذلك، كانت هُناك أيضًا اعتبارات مفادها أن إنتاج فيلم يحتوي على أعمال قتل في مدرسة وودزبورو الخيالية وما حولها سيحظى باهتمام سلبي بعد حادثة مذبحة مدرسة كولومبين الثانوية التي وقعت قبل أقل من عام من صدور الفيلم. رُكز في هذا الفيلم بشكل كبير على مشاهد الدعابة والكوميديا بدل مشاهد العُنف، كما كان الفيلم أسوأ من الجُزئين السابقين سواء من حيث الاستقبال النقدي أو من حيث إيرادات شبابيك التذاكر.

بعد ما يقرب من عشر سنوات من صدور الجُزء الأخير، وفي أواخر عام 2009، صاغ ويليامسون أفكارا للجزء الجديد وأخبر بوب واينستاين بذلك. هذا الأخير بعد سماعه لطرح ويليامسون، أخبر كيفن بالبدء في كتابة سيناريو جديد لما سيُصبح فيما بعد فيلم «صرخة 4». رفضت كامبل في البداية العودة إلى فيلم صرخة 4، مما اضطر الطاقم إلى كتابة مُسودات سيناريو بشكل مُبكر نظرًا لغيابها مع التركيز أكثر على شخصيات كوكس وأركيت. اشتملت المُسودات الأولية للسيناريو على حدث تعرض شخصية كامبل للهجوم والقتل في افتتاح الفيلم، وهي نقطة خلاف رئيسية بالنسبة إلى واينستاين، وقد أزالها فيما بعد، بينما كانت هناك نسخة أخرى من السيناريو فيها شخصية كوكس وآركيت كآباء، ولكن أُزيل ذلك أيضًا، حيث كان يُعتقد بأن إنجاب طفل سيكون أمرا غير عملي في سياق الفيلم. بعد أن أُجبر ويليامسون على ترك الإنتاج بسبب التزاماته مع مُسلسل يوميات مصاص دماء، تحت التهديد باتخاذ إجراء قانوني، نشأ الجدل في يوليو 2010 عندما أحضر واينستاين إيرين كروغر كاتب فيلم «صرخة 3» لأداء عمليات إعادة الكتابة على نص ويليامسون، حيث رفض كرافن ذلك صراحة مُعتقدا بأن ذلك يعني «فقدان السيطرة» على القصة. وقد أوضح كرافن لاحقًا أنه على الرغم من إعادة كتابته، إلا أنه لا يزال السيناريو سيناريو ويليامسون ولا تزال الشخصيات شخصياته، قائلاً:
أوضح واينستاين أن كروغر أُحضر «لتكملة» حوار الفيلم لكن مُشاركته في الكتابة لم تكن بنفس القدر كما هو الحال في «صرخة 3». للحفاظ على سرية السيناريو وهُوية القاتل في الفيلم، زُود المُمثلون والمُمثلات بخمسة وسبعين صفحة من السيناريو فقط بدل 140 صفحة. مثل الجُزئين السابقين في السلسلة، خضع النص لإعادة الكتابة في كثير من الأحيان، وأحيانًا تكون بعض صفحات السيناريو جاهزة فقط في يوم التصوير.

### التطوير
طُرح السيناريو الأولي الخاص بفيلم «صرخة» للبيع يوم جُمعة، وقد عُرف آنذاك باسم «فيلم مُخيف» (بالإنجليزية: Scary Movie)‏، وبحلول الساعة الثامنة صباحًا من يوم الاثنين الذي تلا ذلك، كان السيناريو قد شارك في حرب مُزايدة كبيرة بين عدة استوديوهات من بينها باراماونت بيكتشرز ويونيفرسال بيكشرز ومورغان كريك للترفيه [الإنجليزية]. كان بوب واينستاين قد ركز انتباهه على المُنتجة كاثي كونراد. استمرت المُزايدة إلى أن جاء الاختيار في النهاية على أوليفر ستون، الذي كان يعمل في ذلك الوقت مع سينرجي بيكتشرز [الإنجليزية]، بينما كان واينستاين يعمل مع ميراماكس. وافق ويليامسون على شروط ميراماكس مُقابل 400 ألف دولار بالإضافة إلى عقد لإنجاز جُزئين آخرين مُتتاليتين وفيلم ثالث غير ذي صلة، مُعتقدين بأن علامتهم ديمينشن فيلمز، ستُنتج فيلم «صرخة» على الفور وبدون قيود كبيرة. رُبط الاتصال مع ويس كرافن في وقت مُبكر لإخراج الفيلم، لكنه كان منشغلاً آنذاك بالعمل على فيلم المُطاردة [الإنجليزية]، لذلك رُبط الاتصال بمُخرجين آخرين من بينهم روبرت رودريغيز وداني بويل وجورج روميرو وسام ريمي. تخوف ويليامسون وواينستاين كثيرا عندما اعتقد العديد من هؤلاء المُخرجين بعد قراءتهم للسيناريو بأن هذا الفيلم كوميدي، مما جعل الثنائي يتردد في تعيين هؤلاء المُخرجين، مُعتقدين بأنهم «لم يفهموا الأمر كما يجب». رُبط الاتصال مع كرافن عدة مرات لكنه رفض، حيث فضل الابتعاد عن هذا النوع من الأفلام، لكن بمُجرد معرفته بمُشاركة درو باريمور ضمن طاقم التمثيل، غير كرافن رأيه بحُجة أن الأمر قد يكون مُختلفًا عن أعماله السابقة إذا شاركت في الفيلم مُمثلة مشهورة كباريمور. في نهاية المطاف، فشل إنتاج فيلم المُطاردة في ذلك الوقت، وتمكن كرافن من الالتحاق بإخراج  فيلم «صرخة». بعد اقتراب نهاية مرحلة إنتاج الفيلم، غير الأخوان واينستاين عُنوان الفيلم من «فيلم مُخيف» إلى «صرخة». هذا الأخير الذي استوحاه الأخوان من أغنية لمايكل جاكسون تحمل نفس الاسم [الإنجليزية]، كما شعر بوب واينستاين بأن عُنوان «فيلم مُخيف» لم يكن مُناسبًا كون الفيلم يحتوي أيضًا على عناصر الهجاء والكوميديا. لم يُعجب هذا التغيير ويليامسون وكرافن آنذاك حيث اعتبروه «غبيًا»، لكنهُما لاحظا لاحقًا أنه تغيير إيجابي.
بعد عرض أولي ناجح للفيلم، عُرض على كل من ويليامسون وكرافن عقد لإنجاز أجزاء أُخرى مُتممة لفيلم «صرخة»، وذلك بعد أن عرضت شركة ميراماكس سلفا عقدا على ويليامسون لإنجاز أفلام مُتممة للفيلم. أمر بوب واينستاين بإصدار الفيلم في 20 ديسمبر 1996، وهو تاريخ انتقده الآخرون لأنه تزامن مع موسم أعياد الميلاد، وهُو الموسم الذي تنتشر فيه الأفلام الموسمية والعائلية بشكل خاص. جادل واينستاين بأن هذه الحقيقة كانت في صالح الفيلم، لأنها تعني بأن عُشاق افلام الرعب والمُراهقين ليس لديهم أي شيء مُمتع لمُشاهدته. عندما حصد الفيلم إيرادات بقيمة 6 ملايين دولار فقط في عُطلة نهاية الأسبوع الافتتاحية، اعتُبرت مُقامرة تاريخ الإصدار خُطة فاشلة، ولكن في الأسبوع التالي والأسابيع التي تلت ارتفع إجمالي إيرادات الفيلم في الولايات المُتحدة لأكثر من 100 مليون دولار. بعد إنجازات الفيلم هاته على مُستوى شبابيك التذاكر الأمريكية، رفعت شركة سوني بيكتشرز دعوى قضائية ضد ديمينشن فيلمز تدعي فيها بأن عُنوان فيلم «صرخة» مُشابه جدا لعُنوان فيلم الصارخون [الإنجليزية] الذي أصدرته سوني سنة 1995. سُويت القضية خارج المحكمة مع بقاء التفاصيل سرية، ولكن المُنتجة ماريان مادالينا أكدت بأن طاقم إنتاج الفيلم بات قادرًا على استخدام عُنوان «صرخة» في فيلمه الحالي وفي الأفلام المُتممة الأخرى المُحتملة بدون مُشكلة.
اقتُرح إنجاز تكملة للفيلم في يناير 1997، بعد أن حصد الفيلم الأول إيرادات فاقت 50 مليون دولار في أول شهر من صدوره. حصل مشروع فيلم صرخة 2 على الضوء الأخضر بميزانية قدرها 24 مليون دولار، وقد أُصدر قبل الذكرى السنوية الأولى للفيلم الأول. تعرض إنتاج الفيلم لانتكاسة كبيرة عندما سُرب السيناريو، حيث انكشفت تفاصيل الحبكة وهُوية القتلة، مما أجبر الطاقم على تعديل النص وتغيير العديد من التفاصيل. في مُقابلة صحفية، لم يُعجب كرافن الجدول الزمني المُستعجل للفيلم، حيث بدأ الإنتاج في يوليو 1997 وقد قُرر تاريخ الإصدار في ديسمبر من نفس السنة، كما أن العديد من المشاهد في السيناريو كانت منقوصة التفاصيل، مما أجبر كرافن على تطوير هاته المشاهد بنفسه أثناء التصوير. اقتُرحت عناوين مُختلفة للجُزء الثاني من السلسلة في مراحل مُختلفة من إنتاج الفيلم، من بينها «صرخة مرة أخرى» (بالإنجليزية: Scream Again)‏ و«صرخة بصوت عال» (بالإنجليزية: Scream Louder)‏ و«صرخة: التتمة» (بالإنجليزية: Scream: The Sequel)‏ قبل أن يقرر الاستوديو استخدام عُنوان «صرخة 2» ببساطة.
صدر فيلم صرخة 3 بعد عامين فقط من صدور الجُزء الثاني من السلسلة، وقد أخرج ويس كرافن هذا الفيلم أيضا، مع ميزانية إنتاج بلغت 40 مليون دولار. قبل وقت قصير من انطلاق مرحلة إنتاج الفيلم، وقعت مذبحة كولومباين، والتي رافقها نقاش واسع النطاق حول إنتاجات وسائل الإعلام وتأثيرها على الناس، وخاصة الأفلام. كانت هناك تساؤلات عديدة في ذلك الوقت، حول ما إذا كان يجب أن يُواصل الاستوديو إنتاج الجُزء الثالث في أعقاب هاته الحادثة. لكن الاستوديو قرر الاستمرار، وإن كان ذلك مع بعض التغييرات في المشاهد والأحداث. كان الاستوديو أكثر تخوفًا من مشاهد العُنف والدماء في الفيلم مُقارنةً بالأجزاء السابقة، لذلك ضغط من أجل زيادة مشاهد روح الدعابة في الفيلم وتقليص مشاهد العنف والمشاهد الدموية. في مرحلة ما من الإنتاج، طالب الاستوديو بألا يعرض الفيلم أي دماء أو عنف على الشاشة، لكن كرافن رفض الأمر قائلاً إن الفيلم يجب أن يحتوي إما على مثل مشاهد العُنف الموجودة في الفيلمين السابقين، أو يجب أن يُطلق عليه اسم آخر غير «صرخة» (بالإنجليزية: Scream)‏. كما هو الحال مع إنتاج الجُزء الأول من السلسلة، ذكر كرافن مرة أخرى في مُقابلة صحفية بأن المشاكل المُتعلقة بالرقابة وجمعية الفيلم الأمريكي جعلته يُفكر في ترك ميدان أفلام الرعب.
في يوليو 2008، أعلنت شركة واينستين عن إنتاج فيلم جديد بعُنوان صرخة 4، وقد اتصلت الشركة بويليامسون بغرض صياغة سيناريو جديد، على أمل إنتاج ثُلاثية جديدة من السلسلة في حال أثبت الفيلم الرابع نجاحه. بحلول أواخر سنة 2009، تمكن ويليامسون من تطوير فكرة للفيلم وأفكار للمنحى الذي يُمكن أن تتخذه القصة في الأفلام المُتممة الأخرى المُحتملة، وبدأ العمل على السيناريو. خُصصت للفيلم ميزانية إنتاج بلغت 40 مليون دولار، وقد وقع الاستوديو مع المُمثلين ذوي الأدوار الرئيسية في سبتمبر 2009، تلاهم كرافن كمُخرج للفيلم في مارس 2010. في مايو 2010، رفعت كاثي كونراد مُنتجة الأفلام الثلاثة الأولى دعوى قضائية بقيمة 3 ملايين دولار ضد شركة واينستاين، تزعم فيها بأن هاته الأخيرة انتهكت اتفاقية مع شركتها التي تُدعى (بالإنجليزية: Cat Entertainment)‏، والتي مُنحت بموجبها لشركتها الحقوق الأولى لإنتاج جميع أفلام سلسلة الصرخة. في أبريل 2011، أُبلغ عن أن الأخوين واينستاين وصلوا إلى صيغة توافقية مع كونراد خارج المحكمة، وظلت تفاصيل هاته التسوية سرية. مع ذلك، زعمت صحيفة هوليوود ريبورتر أن كونراد تلقت أموالا نقدية ووعودا بالحصول على نسبة مئوية من أرباح فيلم «صرخة 4». بالإضافة إلى ذلك، حصلت كونراد على دور مُنتج تنفيذي في الفيلم. دخل ويليامسون وبوب واينستاين في صراعات مُتكررة مع بعضهما البعض أثناء فترة الإنتاج. صرح ويليامسون بأن سبب المُشكلة هُو الاتجاه الإبداعي للفيلم، في حين ألقى واينستاين باللوم على قصر الوقت الذي خُصص لتطوير الفيلم. لم يتحدث ويليامسون وواينستاين مع بعضهما البعض بعد أن ترك ويليامسون الإنتاج، كما لم يُشاهد هذا الأخير النسخة النهائية للفيلم قبل إطلاقه.

### التصوير
بدأت مرحلة التصوير الرئيسي لمشاهد فيلم صرخة في 15 أبريل 1996 وانتهت في 8 يونيو 1996. كان من المُفترض أن تكون عملية التصوير في ولاية كارولينا الشمالية، ولكن اعتُبر الموقع غير مناسب، حيث لم يتمكن أفراد الطاقم من العثور على مواقع مفيدة لا تتطلب بناءًا أو تعديلًا شاملاً لتُلائم مُتطلبات الفيلم. انتقل فريق تصوير الفيلم بدلا عن ذلك إلى فانكوفر في ولاية واشنطن وإلى لوس أنجلوس، قبل أن ينتقل بعد ذلك إلى مقاطعة سونوما في ولاية كاليفورنيا، وبالضبط إلى مناطق سانتا روزا وهيلدسبورغ وخليج تومالز [الإنجليزية]. يقع المنزل الذي استخدمته شخصية باريمور على طريق جبل سونوما مُقابل المنزل الذي استُخدم في فيلم الرعب كوجو الذي صدر سنة 1983. قبل انطلاق مرحلة التصوير، اقترب طاقم الإنتاج من استخدام مدرسة سانتا روزا الثانوية كمكان لتصوير الأحداث المُتعلقة بمدرسة وودسبورو في الفيلم. لكن مجلس المدرسة أصر على رؤية السيناريو أولا، ثُم اعترض بعد ذلك على مُحتوى حوار الفيلم والشخصية العُدوانية والبذيئة اللسان للمُدير هيمبري. وصل الأمر إلى الصحف المحلية التي أثارت انتقادات أيضًا، لكن طاقم الإنتاج تلقى دعمًا من طُلاب المدرسة ومن السكان المحليين الذين أيدوا تصوير الفيلم هُناك نظرا للفوائد الاقتصادية التي سيُدرها، بينما دافع آخرون عن الأمر باعتباره حقا مكفولا ضمن التعديل الأول لدستور الولايات المُتحدة. كانت حُجة مُعارضي تصوير مشاهد الفيلم في تلك المدرسة هي المُحتوى العنيف ضد الأطفال (المراهقين) في الفيلم، خصوصا وأن المنطقة عانت من حادثة اختطاف وقتل مأساويين لبولي كلاس قبل ثلاث سنوات. نتج عن الأمر جدولة نقاش حول الموضوع بين الساكنة وطاقم الإنتاج في 16 أبريل، بعد يوم واحد من بدء التصوير. لم يرغب كرافن في التأخير أكثر، لذلك بدا التصوير كما هو مُقرر في 15 أبريل، مع المشهد الافتتاحي للفيلم الذي ظهرت فيه باريمور، والذي استغرق خمسة أيام ليكتمل. كانت نتيجة نقاش سانتا روزا الذي دام 3 ساعات هي رفض الإذن بالسماح لمُنتجي الفيلم بالتصوير في مدرسة البلدة، ومن تم إجبار طاقم الإنتاج على إيجاد موقع آخر للمدرسة، وفي النهاية عُرض عليهم مركز سانتا روزا المُجتمعي، والذي يظهر على أنه مدرسة وودسبورو الثانوية في الفيلم.
بالنسبة للقاتل في الفيلم، كان سيناريو ويليامسون يحتوي فقط على وصف «القاتل المُقنع»، مما أجبر كرافن وفريق التصميم الخاص به على ابتكار قناع «وجه الشبح» من الصفر لإخفاء هُوية القاتل. أثناء انتظار الإذن من فريق التصميم (بالإنجليزية: Fun World)‏، مُبتكري تصميم قناع وجه الشبح، طلب كرافن من فريق التصميم (بالإنجليزية: KNB Effects)‏ إنشاء بديل للقناع استُخدم في تصوير مشهدين قبل أن يُستبدل لاحقا بتصميم (بالإنجليزية: Fun World)‏ الأصلي بمُجرد تسلم الإذن بذلك. لم يُعجب قناع «وجه الشبح» بوب واينستاين، حيث اعتقد بأنه لم يكن «مُخيفًا»، وكان أفراد الاستوديو، عند مُراجعة اللقطات اليومية للمشهد الافتتاحي، قلقين من أن المشروع كان يتقدم في اتجاه لا يريدونه، كما كان هُناك رأي بأن كرافن يُمكنه في النهاية تغيير هذا القناع. لتهدئة مخاوفهم، جُمعت أول ثلاث عشرة دقيقة من المشهد الافتتاحي على شكل ورقة عمل أو نُسخة تقريبية من الفيلم النهائي. بعد رؤيته، أصبح أفراد الاستوديو راضين عن القناع، وقرروا السماح لكرافن بالاستمرار، كما كان واينستاين مُقتنعًا بأن القناع يُمكن أن يكون مخيفًا. كان الفصل الثالث والأخير من الفيلم، والذي أقيم في حفلة منزلية، يستغرق أكثر من أربعين دقيقة وقد صُور بالكامل في عقار شاغر في تومالز على مدار 21 ليلة. اعتُبر هذا الفصل الأصعب خلال مرحلة التصوير، حيث صُور بالكامل في مكان واحد، ومع ذلك فقد تضمن قصصا فردية وموت العديد من الشخصيات، وبما أن هاته المشاهد تقع ليلا، فقد كان ذلك يعني توقف عملية التصوير عند الفجر.

بعد أن انتهت مرحلة التصوير في يونيو 1996، أمضى كرافن شهرين في تحرير النسخة النهائية للفيلم، وواجه بعدها عدة صُعوبات ومشاكل مع هيئة تصنيف الأفلام في جمعية الفيلم الأمريكي فيما يتعلق بمُحتوى الفيلم، حيث اضطر إلى تخفيف أو إخفاء بعض المشاهد العنيفة والدموية لتجنب تصنيف الفيلم ضمن التصنيف NC-17. على الرغم من أن شركة ديمينشن فيلمز أصدرت سابقًا أفلاما عدة ذات تصنيف NC-17، إلا أن هذا التصنيف جعل هذه الأفلام تُعاني من ناحية التسويق، كما عرفت إقبالا ضعيفا من ناحية الجمهور. بالنسبة إلى مشهد في مُقدمة الفيلم يتضمن وفاة شخصية «كيسي بيكر»، كذب كرافن على جمعية الفيلم الأمريكي من أجل إبقائه في الفيلم، حيث ادعى بأن المشهد ليس سوى لقطة واحدة وأنه لا يستطع استبداله بشيء أقل حدة وعُنفا. في مُقابلات صحفية، أشار كرافن إلى أن هذا الصراع مع جمعية الفيلم الأمريكي في ذلك الوقت، جعله يُفكر في ترك ميدان أفلام الرعب بشكل نهائي، حيث قال:
في المجموع، أرسل كرافن الفيلم إلى جمعية الفيلم الأمريكي ثمان مرات، حيث في كُل مرة كان يحذف لقطة أو مشهدا ما من الفيلم، قبل أن يتدخل بوب واينستاين ويتصل شخصيًا بمسؤولي الجمعية، مُعتقدًا بأنهم أساءوا فهم النوع الذي ينتمي إليه فيلم «صرخة». أوضح واينستاين لمسؤولي الجمعية أنه على الرغم من أنه يتفق معهم على أن مشاهد الفيلم حادة، إلا أن الفيلم يحتوي أيضًا على مقاطع كوميدية ولقطات تهكم وسُخرية، وهُو بذلك ليس مُجرد فيلم رعب يُمجد العنف. تراجعت جمعية الفيلم الأمريكي عن قرارها ومنحت الفيلم فيما بعد تصنيف R.
تلقى مشروع إنتاج الجُزء الثاني من السلسلة الضوء الأخضر في مايو 1997، وقد بدأت مرحلة التصوير في 17 سبتمبر 1997 بميزانية إنتاج بلغت 24 مليون دولار، وانتهت في 30 أكتوبر 1997. صُورت غالبية مشاهد الفيلم في أتلانتا في ولاية جورجيا على مدى أربعة أسابيع، قبل أن ينتقل فريق التصوير إلى لوس أنجلوس. صُورت المشاهد المُتعلقة بكُلية وندسور الخيالية في الفيلم في كُل من كُلية أغنيس سكوت [الإنجليزية] في أتلانتا وجامعة كاليفورنيا في لوس أنجلوس. صُور المشهد الافتتاحي لمقطع "Stab" الخيالي على مدار ثلاثة أيام في مسرح فيستا في سانسيت درايف في هوليوود، بينما صُورت المشاهد الخارجية من هذا المقطع في مسرح ريالتو في جنوب باسادينا. نظرًا للعدد الكبير من المُمثلين الثانويين الذين شاركوا في عملية التصوير، سُربت بعض تفاصيل السيناريو على الإنترنت بعد وقت قصير من اكتمال مرحلة التصوير، وقد وصف كرافن هذا الأمر بأنه أول تجربة إنتاج عاشها يُسرب فيها سيناريو العمل بهذا الشكل. بعد صراعه مع جمعية الفيلم الأمريكي في الفيلم الأول، أرسل كرافن عن قصد لهذه الأخيرة نُسخة من الفيلم تضُم مشاهد عُنف ودماء بشكل أكثر من الشكل الذي كانوا يُخططون للفيلم بأن يكون عليه. حيث احتوت هذه النسخة على مشهد طعن لشخصية عمر إبس في أذنه ثلاث مرات ومشهد مُطول لوفاة راندي ميكس. كانت فكرة كرافن الأولى هي أن تُجبرهُم جمعية الفيلم الأمريكي على إزالة هذا المُحتوى الزائد في الأصل، بشكل يُمكنه من الاحتفاظ بالمُحتوى الذي يُريده. مع ذلك، منحت الجمعية هذا الفيلم في نُسخته الأكثر عُنفا تصنيف R، مُشيرة إلى أن مسؤولي الجمعية شعروا بأن رسالة الفيلم كانت مُهمة. بعد حادثة تسرب سيناريو الفيلم في وقت مُبكر من مرحلة التصوير، زاد الحُضور الأمني بشكل ملحوظ خلال جميع فترات التصوير والإنتاج، كما عمل المُنتجون على تقييد الوصول إلى صفحات السيناريو باستثناء أوقات التصوير، وأيضا أُجبر جميع الطاقم على توقيع التزام بعدم الإفصاح عن مُحتويات السيناريو. كما طُبع السيناريو على نوعية خاصة من الورق، وذلك للحيلولة دون نسخه.
بدأت مرحلة التصوير الرئيسي لمشاهد فيلم صرخة 3 في 6 يوليو 1999، وانتهت في 9 سبتمبر من نفس السنة، وقد تنوعت مواقع التصوير بين عدة مناطق في هوليوود في مُقاطعة لوس أنجلوس، بما في ذلك مناطق وادي سان فرناندو ومُنتزه ماكآرثر [الإنجليزية] ومدينة بيفرلي هيلز وجبال هوليوود هيلز وبلدة سيلفر لايك [الإنجليزية]. قُدرت ميزانية إنتاج الفيلم بالكامل بحوالي 40 مليون دولار. يقع المنزل الذي خُصص لتصوير مشاهد شخصية سيدني بريسكوت (نيف كامبل) في منطقة توبانغا [الإنجليزية]، بينما صُورت مشاهد شخصية غايل ويذرز (كورتني كوكس) في قاعة دراسية في جامعة كاليفورنيا. نظرًا لتغير السيناريو باستمرار، ولأنه غالبًا ما لا يكون مُكتملا إلى غاية يوم التصوير، صُورت لقطات مُختلفة من نفس المشاهد خلال مرحلة التصوير، بحيث في حالة تغير السيناريو مرة أخرى، سيستعينون بإحدى تلك اللقطات دون الحاجة إلى تصوير لقطات جديدة في وقت لاحق. فعلى سبيل المثال، كان المشهد الافتتاحي الذي تظهر فيه شخصية راندي ميكس يحتوي على ثلاثة مُتغيرات، وقد بلغ مجموع المُدة الزمنية لكافة اللقطات التي صُورت لهذا المشهد خصيصا هُو ساعتان، على الرغم من أن المشهد بحد ذاته مُدتُه ثلاث دقائق فقط. أُعيد تصوير لقطة النهاية أيضًا في يناير 2000، أي بعد ثلاثة أشهر من انتهاء التصوير الرئيسي، حيث أُضيفت شخصية جديدة تُدعى مارك كينكيد والتي أداها باتريك ديمبسي، كما حصلت مُتغيرات أيضا بخُصوص المشهد النهائي بين سيدني بريسكوت والقاتل ذي قناع «وجه الشبح». كان سيناريو الفيلم يتغير باستمرار، حيث صُور المشهد الأخير للفيلم والذي تعلق بشخصية ديمبسي بثلاثة أشكال مُختلفة، حيث كان غائبا في الشكل الأول، بينما كان في المشهد الثاني يضع ضمادات على ذراعه، في حين كان في الشكل الثالث في حالة طبيعية، وهذا كُله لأن الطاقم لم يكونوا مُتأكدين من المصير النهائي لهاته الشخصية.

انطلقت مرحلة التصوير الرئيسي لفيلم صرخة 4 في 28 يونيو 2010، وانتهت في 24 سبتمبر 2010. بلغت ميزانية إنتاج الفيلم بالكامل مبلغ 40 مليون دولار. صُورت مشاهد الفيلم بشكل خاص في ولاية ميشيغان، وقد تنوعت مواقع التصوير بين عدة مناطق من الولاية، بما في ذلك مُدن آن أربور وديربورن وليفونيا ونورثفيل. في يناير 2011، وبعد عملية العرض الاختباري [الإنجليزية] للنسخة الكاملة للفيلم، أُعيد تصوير مشهدين خلال أربعة أيام إضافية من التصوير، هُما المشهد الافتتاحي ومشهد آخر في مرآب للسيارات تضمن المُمثلة أليسون بري. بعد انتقادات طالت الفيلم عقب عملية إعادة التصوير، رد المُخرج كرافن بالقول:
أثنى كرافن أيضًا على نهاية الفيلم، وذكر بأنها بقيت على حالها ولم تُغير، حتى بعد عملية إعادة التصوير. في مُقابلة صحفية، سلط كرافن الضوء أيضًا على أن السيناريو كان طويلًا جدًا، لدرجة أنهم صوروا العديد من المشاهد التي كان لا بد من حذفها من النسخة النهائية للفيلم، بغرض تقليل وقت عرضه.

## الاستقبال

### الأرباح والمداخيل
سلسلة أفلام «الصرخة» حسب أرقام سنة 2011، وعند مُقارنتها مع سلاسل أفلام الرعب الأمريكية الأخرى التي حققت أرباحا كبيرة، مثل  سلسلة أفلام الفضائي [الإنجليزية] وسلسلة أفلام المُفترس [الإنجليزية] وأفلام كاندي مان [الإنجليزية] وسلسلة أفلام الدمية القاتلة وعالم الشعوذة السينمائيوأفلام طارد الأرواح الشريرة وسلسلة الشر المُميت وأفلام الوجهة السينمائية وسلسلة يوم الجمعة الثالث عشر وسلسلة أفلام غودزيلا [الإنجليزية] وسلسلة أفلام هالوين [الإنجليزية] وسلسلة أفلام هانيبال ليكتر [الإنجليزية] وأفلام هيلرايزر [الإنجليزية] وأفلام فندق ترانسيلفانيا وسلسلة أفلام أعرف ما فعلته في الصيف الماضي [الإنجليزية] وسلسلة أفلام الفك المفترس [الإنجليزية] وسلسلة أفلام الحديقة الجوراسية وسلسلة أفلام كابوس في شارع إيلم [الإنجليزية] وسلسلة أفلام الفأل [الإنجليزية] وأفلام بارانورمال أكتيفيتي وسلسلة أفلام كوكب القردة [الإنجليزية] وسلسلة أفلام سايكو [الإنجليزية] وسلسلة أفلام التطهير [الإنجليزية] وسلسلة سو وأفلام منشار تكساس، فإنها تأتي في المركز السادس من حيث أكثر هذه السلاسل دخلا في الولايات المُتحدة، بإجمالي إيرادات بلغ 442.9 مليون دولار أمريكي. تتصدر هذه القائمة سلسلة أفلام يوم الجمعة الثالث عشر بمجموع أرباح بلغت 687.1 مليون دولار أمريكي، تليها سلسلة أفلام كابوس في شارع إيلم بمبلغ 592.8 مليون دولار أمريكي، ثُم تأتي بعدها سلسلة أفلام هانيبال ليكتر بمبلغ 588.7 مليون دولار أمريكي، تليها سلسلة أفلام هالوين بمجموع إيرادات بلغ 557.5 مليون دولار أمريكي، ثُم سلسلة أفلام سو بإجمالي أرباح بقيمة 457.4 مليون دولار أمريكي، ثُم سلسلة أفلام «الصرخة». في المركز السابع هُناك سلسلة أفلام سايكو بمبلغ 376.3 مليون دولار أمريكي، ثُم سلسلة أفلام منشار تكساس شاينسو بإجمالي إيرادات يقيمة 304.6 ملايين دولار أمريكي، ثُم سلسلة أفلام لُعبة الطفل بحوالي 203 ملايين دولار أمريكي، تليها سلسلة أفلام الشر المُميت بمجموع أرباح بقيمة 154 مليون دولار أمريكي.
يُعد فيلم «صرخة» أكثر أفلام السلسلة تحقيقا للأرباح، حيث حقق هذا الفيلم إجمالي أرباح بقيمة 173.046.663 دولارًا أمريكيًا في جميع أنحاء العالم. في المركز الثاني هُناك فيلم صرخة 2 بمجموع إيرادات بلغ 172.4 مليون دولار أمريكي. أما فيلم «صرخة 3» فقد حقق مجموع إيرادات عالمية بقيمة 161.8 مليون دولار، منها أرباح بقيمة 89.1 مليون دولار في الولايات المُتحدة وحدها، إلا أن هذا الرقم أقل قليلا من إيرادات الجُزئين السابقين في الولايات المُتحدة، حيث بلغت إيرادات فيلم «صرخة» 103 ملايين دولار، في حين بلغت إيرادات «صرخة 2» 101.1 مليون دولار أمريكي. يحتل فيلم «صرخة» حاليًا المرتبة 518 بين أعلى الأفلام دخلا في جميع أنحاء العالم، يليه فيلم «صرخة 2» في المركز 520 ثُم فيلم «صرخة 3» في الرتبة 616. في 2011، كان لا يزال فيلم «صرخة» الفيلم الأكثر دخلا في مجال أفلام الرعب، يليه فيلما «صرخة 2» و«صرخة 3» في المرتبة الثانية والثالثة على التوالي. كانت أرباح «صرخة 4» مُخيبة في الولايات المُتحدة، حيث حقق أرباحًا أقل بقليل من ميزانية إنتاجه التي بلغت 40 مليون دولار، وقد بلغت أرباحه إجمالي 38.2 مليون دولار في الولايات المتحدة وكندا معا. كانت أرباح الفيلم على المُستوى الدولي أفضل، حيث بلغ إجمالي إيراداته في باقي مناطق العالم 59 مليون دولار، لتبلُغ مجموع إيرادات الفيلم في جميع أنحاء العالم 97.1 مليون دولار. لا يزال الجُزء الرابع هُو أقل فيلم في السلسلة من ناحية المداخيل حتى الآن، ووفقًا لخبراء السينما، فقد كانت عطلة نهاية الأسبوع الافتتاحية للفيلم «مُخيبة للآمال»، حيث تُمثل ثاني أقل عُطلة أسبوع افتتاحية من حيث الأرباح بين أفلام سلسلة «صرخة».
على الرغم من المُنافسة الكبيرة أثناء صدوره في 20 ديسمبر 1996 خلال موسم الكريسماس، خُصوصا من فيلم جيري ماغواير الذي أخرجه توم كروز وفيلم هجوم المريخ! لمُخرجه تيم بيرتون، ووصف مجلة فارايتي للفيلم  بأنه «ميت عند الوصول» قبل صدوره. كان فيلم «صرخة» مُفاجأة السنة بامتياز، حيث استمر عرضه في دور السينما لما يقرب من ثمانية أشهر. بحلول أواخر عام 1998، حطم فيلم «صرخة 2» أرقام عُطلة نهاية الأسبوع الافتتاحية لشهر فبراير فيم يخُص أرباح شبابيك التذاكر، واحتفظ بالرقم القياسي حتى 15 ديسمبر 2000، حين تجاوزه فيلم ما تُريده النساء.
حسب أرقام سنة 2012، حققت سلسلة أفلام «صرخة» أرباحا إجمالية بلغت قيمتها 816.420.621 دولار أمريكي في جميع أنحاء العالم.
| الفيلم  | تاريخ الصدور(الولايات المُتحدة) | ميزانية الإنتاج        | مداخيل شبابيك التذاكر | مداخيل شبابيك التذاكر | مداخيل شبابيك التذاكر | الترتيب من حيث أرباح شبابيك التذاكر | الترتيب من حيث أرباح شبابيك التذاكر | الترتيب من حيث أرباح شبابيك التذاكر | مراجع   |
| الفيلم  | تاريخ الصدور(الولايات المُتحدة) | ميزانية الإنتاج        | الولايات المُتحدة      | باقي مناطق العالم     | جميع أنحاء العالم     | وقت صدور الفيلم                     | على الإطلاق في الولايات المُتحدة     | على الإطلاق في جميع أنحاء العالم    | مراجع   |
| ------- | ------------------------------ | ---------------------- | --------------------- | --------------------- | --------------------- | ----------------------------------- | ----------------------------------- | ----------------------------------- | ------- |
| صرخة    | 20 ديسمبر 1996                 | 14 مليون دولار أمريكي  | $103,046,663          | $70,000,000           | $173,046,663          | #15                                 | #436                                | #518                                | [ 121 ] |
| صرخة 2  | 12 ديسمبر 1997                 | 24 مليون دولار أمريكي  | $101,363,301          | $71,000,000           | $172,363,301          | #21                                 | #453                                | #520                                | [ 122 ] |
| صرخة 3  | 4 فبراير 2000                  | 40 مليون دولار أمريكي  | $89,143,175           | $72,691,101           | $161,834,276          | #27                                 | #548                                | #616                                | [ 123 ] |
| صرخة 4  | 15 أبريل 2011                  | 40 مليون دولار أمريكي  | $38,180,928           | $58,957,758           | $97,138,686           | #61                                 | #2,033                              | #1022                               | [ 125 ] |
| المجموع | المجموع                        | 118 مليون دولار أمريكي | $331,734,067          | $276,824,367          | $608,558,434          |                                     |                                     |                                     |         |